# Thygater melanotricha
Thygater melanotricha är en biart som beskrevs av Urban 1967. Thygater melanotricha ingår i släktet Thygater och familjen långtungebin. Inga underarter finns listade i Catalogue of Life.